# Висковский, Вячеслав Казимирович
Вячесла́в Казими́рович Виско́вский (1881, Одесса — 7 сентября 1933, Одесса) — русский и советский режиссёр, сценарист и актёр театра и кино.

## Биография
Окончил одесскую гимназию, затем в 1904 году закончил Московское Императорское театральное училище:90.
В 1904—1914 годах — актёр и режиссёр провинциальных театров (Одесса, Киев, Екатеринбург, Астрахань и т. д.).
В 1914-1915 годах — в труппе театра Корша.
С 1915 — кинорежиссёр в кинопредприятиях Тимана и Рейнгардта («Русская золотая серия»), Дранкова, «Биофильм», Харитонова и других, поставил около 60 игровых картин, часто сам писал сценарии для своих фильмов. Работал в творческом содружестве с оператором А. Левицким.
Жанры фильмов Висковского варьировались от экранизации классики до салонных комедий, но они всегда были очень высокопрофессиональны и пользовались устойчивым успехом у публики.

Для режиссёрской практики Висковского характерен устойчивый интерес к жанру салонно-психологической драмы, утвердившемуся
в русском кино с начала Первой мировой войны. При этом он удачно проявлял мастерство в постановке буффонных комедий,
фильмов авантюрного жанра, не остался в стороне и от участия в серии «разоблачительных» кинолент, появившихся в изобилии сразу
же после победы Февральской революции 1917 («Под обломками самодержавия»). Конец 1910-х годов, ставший особенно
продуктивным для режиссёра, окончательно утвердил репутацию Висковского как мастера психологического кино:501.

После февральской революции 1917 года Висковский продолжал активно снимать, пока дефицит плёнки и общий развал киноиндустрии не вынудили его прекратить постановочную работу. В 1920—1921 годах он возвращается к театральной деятельности, а в 1922 году уезжает в Америку, пытается найти работу в Голливуде, однако успеха не добивается:94.
В 1924 году он вернулся в СССР, работал режиссёром на киностудии «Севзапкино». Висковский пытается «войти в поток», ставит фильмы на тему революции, однако не добивается успеха ни у зрителей, ни у советской критики, которая упрекает его за «недостаточность идеологических акцентов». Режиссёр пробует переключиться на комедии, но первый же снятый им в этом ключе фильм «Чай» попадает под цензурный запрет как безыдейное произведение.
Единственным направлением, в котором Висковскому удалось добиться относительного успеха, стали революционные фильмы о народах советского Востока — «Минарет смерти» (1925), «Третья жена муллы» (1928) и другие. Эти фильмы пользовались успехом у зрителей, но были жёстко раскритикованы в прессе. В результате начавшейся в печати травли Висковского все его фильмы были сняты с проката.
В декабре 1928 года в печати появляется сообщение о попытке самоубийства режиссёра. Вынужденный прекратить постановочную деятельность, Висковский в последние годы жизни зарабатывает эпизодическими ролями в кино.
Вячеслав Висковский скончался в 1933 году.
Его забытая могила находится в Одессе на Втором Христианском кладбище.

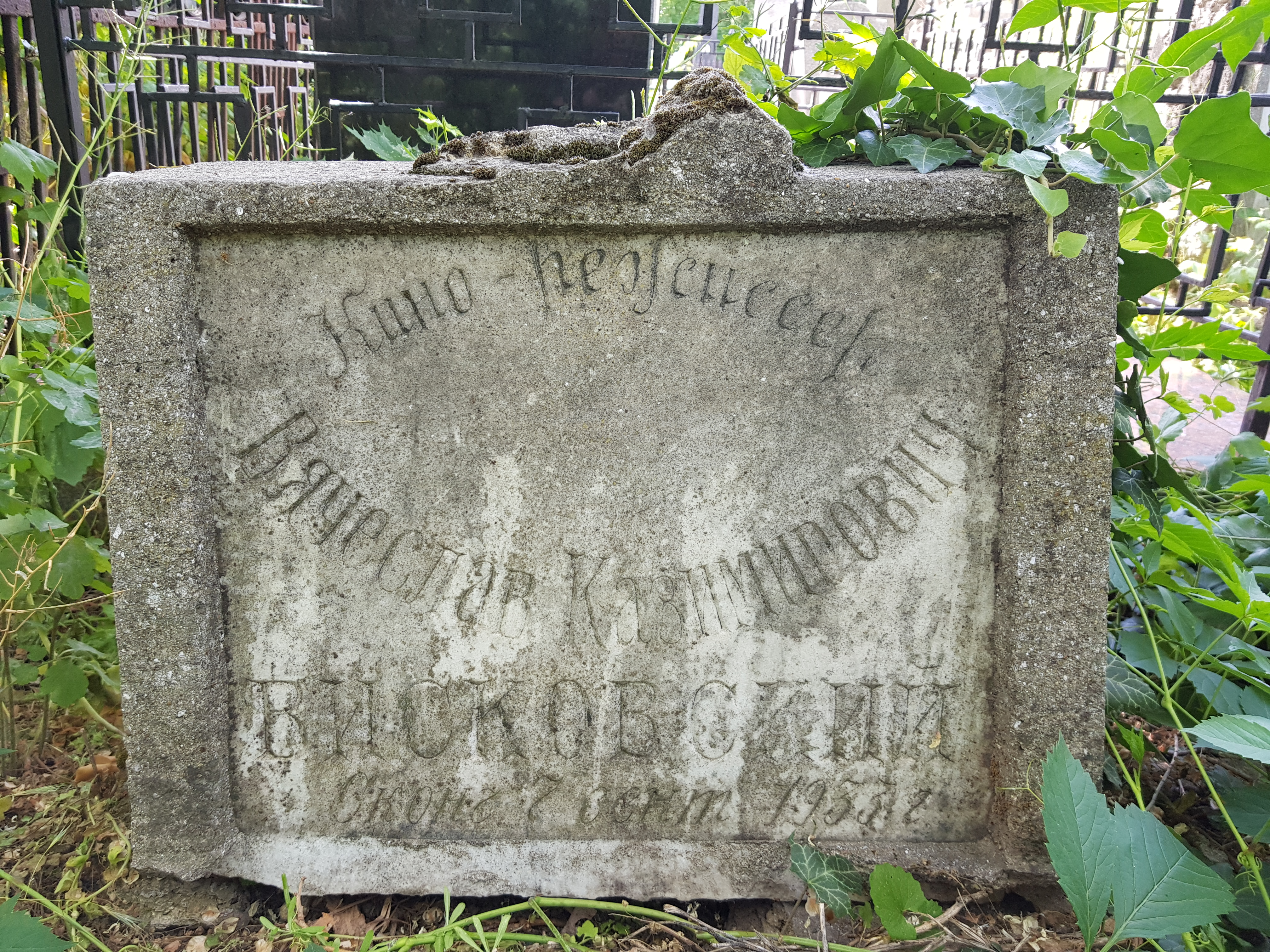
Заброшенная могила В.К.Висковского в Одессе на Втором Христианском кладбище. Фото Сергей ЭльМира.

## Актёрские работы
- Обломок империи — 1929
- Беглец — 1932 (Драма)

## Режиссёрские работы

### Российская империя
- 1915 — Белая колоннада
- 1915 — Дуракам счастье
- 1915 — Елена Павловна и Серёжка
- 1915 — Одесские катакомбы
- 1915 — Отцы и дети
- 1915 — Первая любовь
- 1915 — Продавец рабынь
- 1915 — Сильнее смерти
- 1915 — У ног вакханки
- 1915 — Человек без квартиры
- 1915 — Шкаф с сюрпризом

- 1916 — Алим — крымский разбойник
- 1916 — Антон Кречет (3-я и 4-я серии)
- 1916 — Бабушкин подарок
- 1916 — В жизни всё бывает
- 1916 — Вальс смерти
- 1916 — Василиса
- 1916 — Вражья сила
- 1916 — Его глаза
- 1916 — Крымский флирт
- 1916 — Любви сюрпризы тщетные
- 1916 — Не убий
- 1916 — Оскорблённая Венера

- 1917 — Батальон 1 марта
- 1917 — Болотный цветок
- 1917 — Великие дни Российской революции от 28 февраля по 4 марта 1917 г. (документальный, один из реж.)
- 1917 — Венчал их Сатана
- 1917 — Да скроется сумрак, да здравствует свет
- 1917 — Жрецы Молоха
- 1917 — Как они лгут
- 1917 — Люди знойных страстей
- 1917 — Отречёмся от старого мира
- 1917 — Под обломками самодержавия
- 1917 — Пусть будет сном, что вы меня любили
- 1917 — Разрушенный храм
- 1917 — Семнадцатилетние
- 1917 — Танец на вулкане
- 1917 — Чёрная лилия

- 1918 — Без исхода
- 1918 — В чаду опиума
- 1918 — Выстрел (совместно с Г. Азагаровым)
- 1918 — Женщина, которая изобрела любовь
- 1918 — Звезда Олимпии
- 1918 — Ложь
- 1918 — Маленькая Кади
- 1918 — Мещанская трагедия
- 1918 — Молчи, грусть… молчи… (совместно с Петром Чардыниным и Чеславом Сабинским)
- 1918 — Одураченный муж
- 1918 — Последнее танго
- 1918 — Похождения мнимого покойника
- 1918 — Рассудит только бог
- 1918 — Скрещенные мечи
- 1918 — Смят и растоптан мой душистый венок
- 1918 — Та третья
- 1918 — Тернистый славы путь
- 1918 — Флавия Тессини (совместно с Г. Азагаровым и А. Разумным)

- 1919 — Бархатные когти
- 1919 — Маскарад
- 1919 — Мы сегодня расстались с тобой
- 1919 — Пять этажей
- Жизнь побеждает — год неизвестен

### СССР
- 1924 — Красные партизаны (исторический фильм)
- 1924 — Чай (комедия)
- 1925 — «9 января» («Кровавое воскресенье») — немой художественный фильм о кровавых событиях 9 января 1905 года
- 1925 — Минарет смерти (мелодрама)
- 1928 — Хабу
- 1928 — Третья жена муллы

## Написал сценарии
- Тернистой славы путь — 1918
- Минарет смерти — 1925 (Мелодрама)
- Хабу — 1928